# Bacchisa flavicincta
Bacchisa flavicincta là một loài bọ cánh cứng trong họ Cerambycidae.